# La Folle Histoire de l'espace
Série
Untitled Spaceballs Sequel by Josh Gad, Mel Brooks & Josh Greenbaum
(2027)
Pour plus de détails, voir Fiche technique et Distribution.
La Folle Histoire de l'espace (Spaceballs) est un film américain écrit et réalisé par Mel Brooks et sorti en 1987. Il s'agit d'une parodie de l'univers Star Wars.
En juin 2024, il est annoncé qu'une suite en élaboration avec Mel Brooks et Josh Gad et qui sera produite par Amazon MGM est en cours de développement.

## Synopsis
Dans une galaxie lointaine, les Spaceballs sont de redoutables opportunistes dirigés par leur président Esbrouffe. Ayant épuisé l'oxygène de leur planète Spaceball, ils décident de voler tout l'air respirable de la pacifique planète Druidia. L'opération est dirigée par le seigneur Casque Noir depuis le vaisseau de guerre SpaceBall One, qui devra transférer l'air sur la planète SpaceBall. Mais la planète Druidia est protégée par un champ de force qui empêche tout vaisseau ennemi de s'en approcher.
Entre-temps sur Druidia, Vespa refuse le mariage arrangé par son père Roland, roi de Druidia, avec le prince Valium. Elle et sa droïde Dot Matrix tentent alors de s'échapper dans l'espace à bord d'un vaisseau mais se heurtent aux Spaceballs. Casque Noir profite de l'occasion : il oblige le roi à désactiver le champ de force en échange de la vie de sa fille.
Face au dilemme cornélien qui se présente à lui, le roi Roland engage deux aventuriers, le capitaine Yop Solo et son fidèle homme-chien Beurk, pour sauver sa fille. Le duo parvient à récupérer la princesse mais s’écrase sur Vega, une planète des sables, tandis que les Spaceballs se lancent à leur poursuite. Là, ils rencontrent Yaourt, un petit homme vert maîtrisant une force mystérieuse…

## Fiche technique
Sauf indication contraire, les informations mentionnées dans cette section peuvent être confirmées par les bases de données cinématographiques IMDb et Allociné,  présentes dans la section « Liens externes ».
- Titre original : Spaceballs[2]
- Réalisation : Mel Brooks
- Scénario : Mel Brooks, Thomas Meehan et Ronny Graham
- Musique : John Morris
- Décors : Terence Marsh
- Costumes : Donfeld
- Photographie : Nick McLean (en)
- Montage : Conrad Buff
- Production : Mel Brooks
- Société de production : Metro-Goldwyn-Mayer et Brooksfilms
- Société de distribution : MGM/UA
- Budget : 22 700 000 $[3]
- Langue originale : anglais
- Genre : comédie, science-fiction, parodie
- Durée : 92 minutes
- Dates de sortie : 
  - États-Unis : 24 juin 1987
  - France : 14 octobre 1987

## Distribution
- Mel Brooks (VF : Roger Carel, Esbrouffe ;  VF : Serge Lhorca, 2e voix, Yaourt) : le président Esbrouffe (Skroob[4] en VO) / Yaourt (Yogurt en VO)
- John Candy (VF : Richard Darbois) : Beurk (Barf dans la VO)
- Rick Moranis (VF : Luq Hamet) : Lord Casque Noir (Dark Helmet en VO)
- Bill Pullman (VF : Thierry Ragueneau) : le capitaine Yop Solo (Lone Starr en VO)
- Daphne Zuniga (VF : Virginie Ledieu) : la princesse Vespa
- Dick Van Patten (VF : William Sabatier) : le roi Roland
- George Wyner (VF : Jacques Frantz) : le colonel Saint-Cyr (Sandurz en VO)
- Michael Winslow (VF : Greg Germain) : le technicien radar
- Joan Rivers (VF : Laurence Badie) : Dot Matrix (voix)
- Lorene Yarnell (en) : Dot Matrix
- Leslie Bevis (VF : Frédérique Tirmont) : la commanderette Zircon
- Ronny Graham (VF : Marc de Georgi) : le prêtre
- Jim J. Bullock (VF : Emmanuel Jacomy) : le prince Vallium
- Rudy De Luca (VF : Jean-Claude Montalban) : Vinnie (prononcé Winnie en VF), le droïde de Pizza Rico
- Dom DeLuise (VF : Henry Djanik) : Pizza Rico (Pizza the Hutt en VO) (voix)
- John Hurt (VF : Jean-Pierre Leroux) : le lieutenant Kane de Alien
- Stephen Tobolowsky : le capitaine de la garde

## Accueil
Le film a connu un certain succès commercial, rapportant environ 38 119 000 $ au box-office en Amérique du Nord pour un budget de 22 700 000 $. En France, il a réalisé 886 941 entrées.
Il reçoit un accueil critique mitigé, recueillant 54 % de critiques positives, avec une note moyenne de 6,2/10 et sur la base de 35 critiques collectées, sur le site agrégateur de critiques Rotten Tomatoes.

## Autour du film
- Si vous ne connaissez pas le sujet, laissez ce bandeau (vous pouvez alors contacter les auteurs).
- Si vous supprimez le contenu mis en cause (vous pouvez préalablement contacter les auteurs),

argumentez précisément cette suppression dans la page de discussion
(un manque de référence n'est pas un argument ; une recherche réelle de référence doit avoir été effectuée, être formellement documentée).
- Le film parodie principalement la trilogie Star Wars originale (Un nouvel espoir, L'Empire contre-attaque et Le Retour du Jedi). Il parodie aussi ou fait allusion à de nombreux autres films américains :  Star Trek, Les Aventuriers de l'arche perdue, New York-Miami,Transformers, La Planète des singes, Alien, Rambo, Blanche-Neige et les Sept Nains, Le Magicien d'Oz, Help!, One Froggy Evening et Le Pont de la rivière Kwaï (la chanson que les Dinks chantonnent dans le désert est La Marche du colonel Bogey).
- À noter également une scène du film où l'on voit les cassettes vidéo des films de Mel Brooks : Les Producteurs, Le Mystère des douze chaises, Le shérif est en prison, Frankenstein Junior, La Dernière Folie de Mel Brooks, La Folle Histoire du monde et To Be or Not to Be.
- Dans la version française, Yaourt, qui est la parodie de Yoda, est doublé par le même comédien que pour l'original, Serge Lhorca.
- Le personnage de Pizza the Hutt (Pizza Rico en français) est à la fois une parodie de Jabba le Hutt et de la marque Pizza Hut.
- La musique qu'on entend pendant la scène du désert est un dérivé du thème de Lawrence d'Arabie.
- L’Eagle 5, le vaisseau spatial de Yop Solo et Beurk, est un camping-car Winnebago (en) Chieftain 33 auquel on a rajouté des ailes[8].
- Lorsque Beurk transporte les bagages de la princesse à bord de leur vaisseau, on peut apercevoir derrière lui un flipper Space Invaders.
- Une des scènes les plus célèbres du film est celle du bar où John Hurt apparaît reprenant le rôle qu'il tenait dans Alien, le huitième passager : en plein repas, il se sent mal et le Xénomorphe sort de son ventre mais dans une version moins gore et plus comique, où Hurt dit « Oh non ! Ça recommence ! » et la créature chante et danse sur la chanson Hello! Ma Baby. Toutefois, bien que cette scène ne fût pas des plus confortables pour John Hurt, ce dernier a tout de même admis que celles sur le tournage du film de Ridley Scott étaient cent fois pires puisque, cette fois-là, sa prothèse était remplie de vrais intestins de moutons contrairement à la version parodique de Mel Brooks où la prothèse est juste remplie d'un lubrifiant visqueux aspergeant de l'eau.
- Le film étant une parodie de la trilogie Star Wars, Mel Brooks a fait appel à la même équipe technique pour les effets spéciaux et pour la maquette du vaisseau SpaceBall One.
- La scène où Yop Solo et Beurk larguent un pot de confiture pour brouiller le radar du Spaceball One a été très difficile à réaliser. En effet, pour cette occasion, l'équipe d'effets spéciaux a concocté une mixture à base de confiture de framboises pour en remplir des dizaines de pots de mayonnaise. Lors du tournage, l'équipe s'est contentée de faire chuter le pot d'une hauteur de 20 pieds. Bon nombre de prises ont du être faites, avec un gros nettoyage nécessaire entre elles, jusqu'à ce que le contenu s'écrase sur la parabole à la perfection.
- La scène où les Spaceballs capturent les héros mais s'aperçoivent que ce ne sont que les doublures cascades révèle les visages des cascadeurs doublant les acteurs. Celui doublant Bill Pullman refait une brève apparition sur certains plans larges de la scène du duel entre Yop Solo et Lord Casque Noir.
- Lorsque Yop Solo et Beurk font escale au Gus's Galaxy Grill, on peut d'ailleurs apercevoir le Faucon Millenium parmi les vaisseaux garés sur le parking.